# 中澤高志
中澤 高志（なかざわ たかし、1975年:83 - ）は、日本の経済地理学者。明治大学経営学部教授。専攻は経済地理学、都市社会地理学。

## 経歴
神奈川県生まれ:83。1998年、東京大学理学部を卒業後、2000年東京大学大学院理学系研究科を修了（理学修士）。
2003年、東京大学大学院総合文化研究科にて博士（学術）の学位を取得した。
2003年から2005年まで、日本学術振興会特別研究員PD。2005年から2010年まで大分大学経済学部准教授を務めた後、2010年から2011年まで明治大学経営学部准教授。2011年4月より明治大学経営学部教授。

## 研究内容
研究テーマは、日本における「労働の地理学」の実証的展開、世代交代に伴う大都市圏の構造変容など。「仕事の地理学」に限らず、住宅・居住地選択・人口問題でも研究業績をもつ:33。著書『労働の経済地理学』では、日本の労働市場に関する方法論的および理論的な考察に基づいて実証研究を行い、労働市場の特徴と関連したフレキシビリティ概念やスキル・エコシステムの考え方を論じ、これらの概念に基づくキャリア開発を提唱した。労働を経済地理学の観点から論じたことは、地理学における新しい視角を提供したものとされている。

## 受賞
- 2009年 - 第4回経済地理学会著作賞（『職業キャリアの空間的軌跡』）
- 2015年
  - 第7回経済地理学会著作賞（『労働の経済地理学』）[6]。
  - 人文地理学会学会賞（学術図書部門）
  - 日本地理学会賞（優秀論文部門）

## 著書
- 『職業キャリアの空間的軌跡』大学教育出版、2008年
- 『労働の経済地理学』日本経済評論社、2014年
- 『住まいと仕事の地理学』旬報社、2019年
- 『経済地理学とは何か 批判的立地論入門』旬報社、2021年
- （共編著）『地域分析ハンドブック Excelによる図表づくりの道具箱』ナカニシヤ出版、2015年
- （監修、翻訳）『地図でみる世界の地域格差 OECD地域指標2016年版――都市集中と地域発展の国際比較 』明石書店、2017年
- （翻訳）『都市社会地理学 (大学の地理学)』古今書院、2013年
- （共著）『地図でみる日本の女性』明石書店、2007年